# 朝鮮民主主義人民共和国のファーストレディー
朝鮮民主主義人民共和国のファーストレディー（ちょうせんみんしゅしゅぎじんみんきょうわこくのファーストレディー、The first lady of the Democratic People's Republic of Korea, Korean: 조선민주주의인민공화국 영부인; Hanja: 朝鮮民主主義人民共和國 令夫人)とは、朝鮮民主主義人民共和国の最高指導者の妻に与えられる称号である。
金日成が首相就任から15年後、金聖愛が1963年にファーストレディとなったことで創設された。金正日には正妻が2人いたが、いずれも空席のままだった。2018年南北首脳会談では、李雪主と文在寅大統領夫人・金正淑が出席したことで初のファーストレディ外交も行われた。

## 歴代ファーストレディ
金正日夫人の洪一茜は金正日が指導者に就く前に離別しているため、一覧に含まれない。

### 正妻
| 氏名   | 画像 | 任期                           | 配偶者 |
| ------ | ---- | ------------------------------ | ------ |
| 金正淑 |      | 1948年9月9日 – 1949年9月22日   | 金日成 |
| 金聖愛 |      | 1963年12月15日 – 1974年8月15日 | 金日成 |
| 金英淑 |      | 1994年7月8日 – 2011年12月17日  | 金正日 |
| 李雪主 |      | 2018年4月15日 - 現在           | 金正恩 |

### 愛人
最高指導者の一人から、ファーストレディの待遇を受けた人物を纏める。
| 氏名   | 画像 | 任期                                    | 配偶者 |
| ------ | ---- | --------------------------------------- | ------ |
| 成蕙琳 |      | 1994年7月8日 – 2002年5月18日 （事実上） | 金正日 |
| 高容姫 |      | 1994年7月8日 – 2004年8月13日 （事実上） | 金正日 |
| 金玉   |      | 2009年頃 – 2011年12月17日 （事実上）    | 金正日 |